# Octarrhena saccolabioides
Octarrhena saccolabioides är en orkidéart som först beskrevs av Rudolf Schlechter, och fick sitt nu gällande namn av Rudolf Schlechter. Octarrhena saccolabioides ingår i släktet Octarrhena och familjen orkidéer. Inga underarter finns listade i Catalogue of Life.